# Neckera yezoana
Neckera yezoana är en bladmossart som beskrevs av Bescherelle 1893. Neckera yezoana ingår i släktet fjädermossor, och familjen Neckeraceae. Inga underarter finns listade i Catalogue of Life.